# Sem-Peixe
Sem-Peixe este un oraș în Minas Gerais (MG), Brazilia.